# Jasmin (poeta)
Jasmin, właśc. Jacques Boé (w języku oksytańskim Gensemin lub Jansemin, właśc. Jacme Boèr; ur. 6 marca 1798 w Agen, zm. 4 października 1864 tamże) – poeta francuski piszący w dialekcie gaskońskim.
Z zawodu fryzjer w Agen, syn krawca, postanowił własną twórczością literacką uwiecznić i ożywić dialekt ojczystych stron. Od wczesnej młodości układał piosenki i krótkie wiersze, także po francusku, którymi zabawiał swoich klientów. Pierwszy utwór w dialekcie gaskońskim, elegię Me cal mouri (Muszę umrzeć), opublikował w wieku 24 lat. Zachęcony przez przyjaciół wydał następnie poemat heroikomiczny w trzech pieśniach Lou chalibary oraz wierszowane wspomnienia Mos sovenirs. W roku 1835 zebrał wszystkie wczesne dzieła w tomie nazwanym żartobliwie Las papillotos (Papiloty). Zbiór ten, wzbogacany o kolejne utwory, ukazywał się następnie w latach 1842, 1851 i 1863. Przez 30 lat poeta wędrował po miastach południowej Francji, recytując swoje teksty, które wszędzie były przyjmowane owacyjnie. Dochody z tych występów często przeznaczał na cele charytatywne.
Spośród wierszy i poematów Jasmina największą popularnością cieszył się L'abuglo de Castèl-Cuillé, który na Lamartinie wywarł tak wielkie wrażenie, że nazwał on autora „czułym Homerem proletariuszy”. Również krytycy, zwłaszcza Sainte-Beuve i Nodier, wypowiadali się o jego dorobku z dużym uznaniem. W swoich utworach, odznaczających się urozmaiconą formą stroficzną, opisywał przede wszystkim wzruszające i dramatyczne wydarzenia z życia prostych ludzi. Gdy sława Jasmina dotarła do Paryża, Ludwik Filip udzielił mu, w roku 1842, uroczystej audiencji. W roku 1852 poeta został uhonorowany nagrodą Akademii Francuskiej. Mimo ogromnej popularności Jasmin nigdy nie zerwał ze środowiskiem, z którego się wywodził, i po każdej podróży wracał do swojej fryzjerni. Chociaż odrodzenie języka oksytańskiego było w znacznej mierze także jego zasługą, nie chciał przystąpić do Związku Felibrów, a działalność tego stowarzyszenia traktował sceptycznie. Mimo to wśród felibrów uchodził za wybitnego poetę i prekursora ich idei.

## Główne dzieła
- Lou chalibary (Rozgardiasz, 1825)
- Lou tres de may (Trzeci maja, 1830)
- Mos sovenirs (Moje wspomnienia, 1830)
- L'abuglo de Castèl-Cuillé (Niewidoma z Castelculier, 1835)
- Françouneto (Frania, 1842)
- Lous dus frays bessous (Bliźniacy, 1846)
- Maltro l'innoucento (Szalona Marta, 1847)
- Lou poèto del puple a Moussu Rénan (Poeta z ludu do pana Renana, 1864)